# Parmigiani Fleurier
Parmigiani Fleurier SA es una marca suiza de relojes de lujo fundada en 1996 en Fleurier, Suiza, por Michel Parmigiani. En 2006, la empresa produjo el Bugatti 370, un reloj de conducción (con la esfera girada 45°, para facilitar su lectura cuando se sujeta el volante de un coche), que ganó el premio "Reloj del año 2006" otorgado por la prensa japonesa. El modelo está inspirado en el superdeportivo Bugatti Veyron.
La empresa es propiedad de la Fundación de la Familia Sandoz. Guido Terreni es el director ejecutivo de la empresa desde enero de 2021.

## Historia
Parmigiani Fleurier se fundó en 1996 en Val-de-Travers. El fundador Michel Parmigiani había concebido la marca en 1976 a través de su trabajo de restauración de artefactos de relojería y su conocimiento detallado de relojes mecánicos históricos. El taller de restauración de Parmigiani colaboró con la familia Sandoz para restaurar la colección de la Sala Maurice Yves Sandoz del Museo de Relojería de Locle, lo que finalmente dio lugar a la creación de la empresa Parmigiani Fleurier, propiedad de la Fundación Sandoz.
En 2016 la compañía presentó el modelo Hippologia, un reloj de mesa de 55 kg, de forma ovalada, recubierto de una lámina de oro blanco y elaborado con el fabricante de vidrio francés Lalique. En diciembre de 2020, Parmigiani Fleurier firmó una asociación con Giorgio Armani para crear la colección de relojes finos de Giorgio Armani, cuyo lanzamiento estaba previsto para finales de 2021. En enero de 2021, Guido Terreni sustituyó a Davide Traxler como director general de la empresa.

## Relojes
Parmigiani ofrece una línea de relojes para hombre y una línea dirigida específicamente para mujeres. Todos los relojes Parmigiani Fleurier están hechos a mano y se necesitan al menos cuatrocientas horas para ensamblarlos. Están construidos solo con metales preciosos y gemas o piedras semipreciosas. Para crear exclusividad, solo se producen unos pocos miles de piezas cada año. Sus líneas de relojes incluyen el Toric, Forma (rebautizado como Kalpa) y su modelo más exclusivo, el Bugatti 370.
En 2006, el Bugatti 370 fue galardonado con el premio "Reloj del año" por la prensa japonesa. Es un reloj de conducción inspirado en el automóvil superdeportivo Bugatti Veyron. Está diseñado para parecerse a un motor transversal y está montado en una caja de oro de 18 quilates. Para que sea legible mientras se conduce, la esfera del reloj se ha colocado en posición vertical en el frente de la caja. El primer reloj Bugatti fue entregado a Ralph Lauren, un entusiasta de los automóviles. Solo se fabricarán ciento cincuenta relojes al año, cincuenta de cada uno de los tres colores de esfera disponibles, y su precio será de 200.000 dólares. En 2009, Parmigiani Fleurier y Pershing, la empresa italiana de yates, anunciaron que ofrecerían la primera línea de relojes deportivos Pershing Aquatic. El reloj estará disponible en dos líneas diferentes: la edición limitada one-one-five y la colección Pershing Chronographs. El reloj está disponible con correa de caucho o brazalete de acero y es resistente al agua hasta 200 metros.

## Concepto Senfine
En 2016, Parmigiani-Fleurier presentó el concepto Senfine, que alberga un nuevo escape que aprovecha las propiedades de los resortes planos de silicio. El concepto revolucionario utiliza un oscilador de alta frecuencia y baja amplitud para una mayor precisión y reserva de marcha.